# Філіпп Шобесбергер
Філіпп Шобесбергер (нім. Philipp Schobesberger, нар. 10 грудня 1993, Лінц) — австрійський футболіст, півзахисник клубу «Рапід» (Відень) і національної збірної Австрії.

## Клубна кар'єра
У дорослому футболі дебютував 2011 року виступами за команду клубу «Пашинг», в якій провів три сезони, взявши участь у 82 матчах чемпіонату.  Більшість часу, проведеного у складі «Пашинга», був основним гравцем команди.
До складу клубу «Рапід» (Відень) приєднався 2014 року. Станом на 10 грудня 2018 року відіграв за віденську команду 98 матчів в національному чемпіонаті.

## Виступи за збірну
2017 року дебютував в офіційних матчах у складі національної збірної Австрії.

## Титули і досягнення
- Володар Кубка Австрії (1):

Пашинг: 2012-13